# Matej Gnezda
Matej Gnezda (12 de gener de 1979) és un ciclista eslovè, professional des del 2005 fins al 2012. Ha guanyat diverses curses d'un sol dia.

## Palmarès
- 2007
  - 1r al Banja Luka-Belgrad I
- 2010
  - 1r a la Poreč Trophy
  - 1r al Gran Premi Kranj